# Pseudogmothela pallida
Pseudogmothela pallida är en insektsart som först beskrevs av Kirby, W.F. 1902.  Pseudogmothela pallida ingår i släktet Pseudogmothela och familjen gräshoppor. Inga underarter finns listade i Catalogue of Life.